# HD 79752
HD 79752，又名BD-14 2793，SAO 155032、HR 3675，是一颗恒星，视星等为6.35，位于銀經245，銀緯22.77，其B1900.0坐标为赤經9h 10m 41.2s，赤緯-14° 22.77′ 32″。